# Stone Ridge (Nova York)
Stone Ridge és una concentració de població designada pel cens dels Estats Units a l'estat de Nova York. Segons el cens del 2000 tenia 1.173 habitants.

## Demografia
Segons el cens del 2000, Stone Ridge tenia 1.173 habitants, 458 habitatges, i 327 famílies. La densitat de població era de 86,9 habitants per km².
Dels 458 habitatges en un 30,3% hi vivien nens de menys de 18 anys, en un 59,4% hi vivien parelles casades, en un 7% dones solteres, i en un 28,6% no eren unitats familiars. En el 25,1% dels habitatges hi vivien persones soles el 9,6% de les quals corresponia a persones de 65 anys o més que vivien soles. El nombre mitjà de persones vivint en cada habitatge era de 2,5 i el nombre mitjà de persones que vivien en cada família era de 3,01.
Per edats la població es repartia de la següent manera: un 22,3% tenia menys de 18 anys, un 6,6% entre 18 i 24, un 25,3% entre 25 i 44, un 30,2% de 45 a 60 i un 15,5% 65 anys o més.
L'edat mediana era de 43 anys. Per cada 100 dones de 18 o més anys hi havia 90,6 homes.
La renda mediana per habitatge era de 39.271 $ i la renda mediana per família de 68.977 $. Els homes tenien una renda mediana de 35.000 $ mentre que les dones 26.176 $. La renda per capita de la població era de 21.465 $. Entorn del 8,3% de les famílies i el 12,2% de la població estaven per davall del llindar de pobresa.